# NGC 867
NGC 867 (również NGC 875, PGC 8718 lub UGC 1760) – galaktyka soczewkowata znajdująca się w gwiazdozbiorze Wieloryba.
Prawdopodobnie odkrył ją William Herschel 21 grudnia 1783 roku, choć podana przez niego pozycja obiektu obarczona jest dużym błędem i nie jest pewne, czy to tę galaktykę zaobserwował (istnieje też możliwość, że była to galaktyka IC 225). Niezależnie galaktykę odkrył Heinrich Louis d’Arrest 26 września 1865 roku. John Dreyer, zestawiając swój New General Catalogue, nie był pewien, czy astronomowie ci obserwowali ten sam obiekt i skatalogował obserwację Herschela jako NGC 867, a d’Arresta jako NGC 875.